# Vaskulitis
Vaskulitis je naziv za upalu krvne žile. Upala stijenke krvne žile može dovesti do različitih poremećaja kao što su proširenje (aneurizma), suženje (stenoza), potpuno zatvaranje (okluzija) ili pucanje (ruptura) krvne žile, što dovodi da promjena u organu ili tkivu kojeg krvna žila opskrbljuje krvlju. 

## Simptomi i znakovi bolesti
Obzirom na različite lokalizacije oštećenih krvnih žila dolazi i do pojave velikog broja različitih simptoma ovisno o zahvaćenom organu. Mogući simptomi vaskulitisa:
- opći simptomi: gubitak na tjelesnoj težini, povišena tjelesna temperatura
- koža: palpabilna purpura, livedo reticularis
- mišići i zglobovi: mialgija ili miozitis, artralgija ili artritis
- živčani sustav: mononeuritis multiplex, glavobolja, moždani udar, tinitus, gubitak vida
- srce i krvne žile: infarkt miokarda, arterijska hipertenzija, gangrena
- dišni sustav: epistaksa, hemoptiza, infiltrati na plućima
- probavni sustav: bol u trbuhu, melena, perforacije organa
- bubrezi: glomerulonefritis

## Klasifikacija
Postoje brojni podtipovi vaskulitisa (Chapel Hill konsenzus o nomenklaturi vaskulitisa, 2012):
- vaskulitisi velikih krvnih žila - vaskulitisi koji zahvaćaju velike arterije (aorta i njene glavne grane) češće nego ostali vaskulitisi; može biti zahvaćena arterije bilo koje veličine
  - Takayasu arteritis
  - gigantocelularni arteritis
- vaskulitisi srednjih krvnih žila - vaskulitisi koje predominantno zahvaćaju srednje arterije definirane kao glavne visceralne arterije i njihovi oganci; može biti zahvaćena arterije bilo koje veličine; uobičajene su upalne aneurizme i stenoze
  - Poliarteritis nodozum
  - Kawasakijeva bolest
- vaskulitisi malih krvnih žila - vaskulitisi predominantno zahvaćaju male krvne đile definirane kao interparenhimne arterije, arteriole, kapilare i venule; mogu biti zahvaćene srednje arterije i vene
  - vaskulitisi povezani s ANCA (antineutrofilna citoplazmatska protutijela) - nekrotizirajući vaskulitis s malo ili bez imunodepozira, koji predominantno zahvaća male krvne žile i povezane je s mijeloperoksidaza (MPO) ANCA ili proteinaza 3 (PR3) ANCA; nemaju svi oboljeli ANCA; dodaje se prefiks MPO-ANCA, PR3-ANCA, ANCA-negativan 
    - mikroskopski poliangitis
    - granulomatoza s poliangitisom (Wegenerova granulomatoza)
    - eozinofilna granulomatoza s poliangitisom (Churg-Strauss)

  - vaskulitisi povezani s imunim kompleksima - vaskulitisi s umjerenim do izraženim depozitima imunoglobulina i/ili komponenti sustava komplementa koji predominantno zahvaćaju male žile; glomerulonefritis je čest
    - anti-GBM bolest
    - krioglobulinemični vaskulitis
    - IgA vaskulitis
    - hipokomplementni urtikarijski vaskulitis
- vaskulitisi koji zahvaćaju krvne žile različite veličine
  - Behcetova bolest
  - Coganov sindrom
- vaskulitisi koji zahvaćaju jedan organ
- vaskulitisi povezani sa sustavnim bolestima
- vaskulitisi povezani s drugome etiologijom